# Paul Schelhorn
Friedrich Paul Schelhorn (auch Schellhorn; * 26. Februar 1792 in Sonneberg, Herzogtum Sachsen-Meiningen, HRR; † 20. Oktober 1880 in Meiningen, Herzogtum Sachsen-Meiningen, Deutsches Kaiserreich) war Hofmaler und Dekorationsmaler in Meiningen, der Haupt- und Residenzstadt von Sachsen-Meiningen.

## Leben

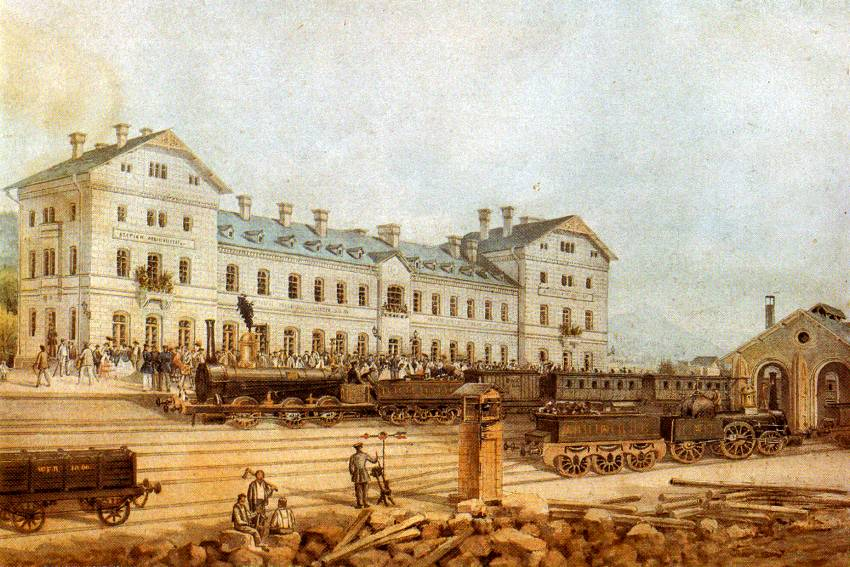
Paul Schelhorn: Bahnhof Meiningen

Geboren in Sonneberg, studierte Paul Schelhorn mit Hilfe eines Stipendiums des Herzoghauses Sachsen-Meiningen von 1816 bis 1822 an der Akademie der Bildenden Künste in München. Am 19. Dezember 1831 wurde er zum Hof- und Dekorationsmaler und zum Inspektor für die Theaterdekorationen des Meininger Hoftheaters ernannt. Die Ernennungsurkunde hierzu bekam Schelhorn am 22. Dezember 1831 durch Herzog Bernhard II. (Erich Freund) verliehen. Sein Haupttätigkeit bezog sich auf die Anfertigung von Gesamt- und Detailansichten der Stadt Meiningen und Tableaus sowie die Dekorationsmalerei.
Paul Schelhorn war des Weiteren ab 1835 erster Zeichenlehrer des Erbprinzen Georg, dem späteren Herzog Georg II. und später dessen Kinder. Von 1836 bis 1870 unterrichtete er an der Bürgerschule Meiningen.

## Werke (Auswahl)
- Christian Rosée, Heft 1: „Vaterländische malerische Ansichten“, 1831/32.
- Aquarell: „Ansicht Meiningen“, 1837.
- Diorama: „Das Innere der Lorenzer Kirche zu Nürnberg“, 1843.
- Diorama: „Das heilige Grab“, 1850.
- Diorama: „Die Ansicht von Jerusalem“, 1850.
- Aquarell: „Bahnhof Meiningen“, 1859.